# حسن محمد (لاعب كرة قدم إماراتي)
حسن محمد (مواليد 10 سبتمبر 1989) لاعب كرة قدم إماراتي يجيد اللعب في الهجوم .
لعب سابقاً لأندية دبي والنصر و انتقل إلى الوصل عام 2015 .

## روابط خارجية
- حسن محمد على موقع قاعدة بيانات كرة القدم.إي يو (الإنجليزية)
- حسن محمد على موقع Soccerway.com (الإنجليزية)